# Giorgio Ghisi
Pour les articles homonymes, voir Ghisi.
Giorgio Ghisi ou Giorgio Mantuano, né en 1520 à Mantoue où il est mort le 15 décembre 1582 est un peintre italien maniériste et un graveur de la Renaissance, actif au XVIe siècle.

## Biographie
Giorgio Ghisi a été un élève de Giulio Romano. Dans les années 1540 il séjourna à Rome où il étudia les œuvres des grands maîtres.
Bien qu'il ait reproduit des œuvres de nombreux artistes, il a aussi gravé à partir de ses propres dessins.
Adam von Bartsch lui attribue 71 pièces.

## Gravures
- Les Prophètes et Les Sibylles (v. 1540), d'après Michel-Ange.
- Allégorie de la Vie (1561), Armand Hammer Museum of Art, Ucla, Californie.
- Vénus and Adonis, Carnegie Museum of Art, Pittsburgh, Pennsylvanie.
- Angélique et Médor (1560),(d'après Teodoro Ghigi),
- La Sibylle (1549), Davis Museum and Cultural Center, Wellesley College, Massachusetts.
- La Chute de Troie (1540), Musée de l'Ermitage, Saint-Pétersbourg, Russie.
- Le Rêve de Raphaël (1561), Victoria and Albert Museum, Londres.
- La Perfidie de Sinon  (1540),
- Apollon, Pan et un Putto sonnant du cor (1560), Metropolitan Museum of Art, Timetable of Art History, New York.
- La Calomnie d'Apelle (1560) d'après Luca Penni, Blanton Museum of Art, University of Texas, Austin.
- Hercule victorieux de l'Hydre.
- La Vision d'Ézéchiel.
- Orion et Diane, (d'après Luca Penni).
- Le Jugement dernier, d'après Michel-Ange.
- Le Jugement de Paris.
- Vénus et Vulcain assis sur un lit.
- Portrait de Michel-Ange (1545)[2]
- La Trinité.
- La naissance de Memnon, d'après Giulio Romano au Palais du Te à Mantoue